# Dušan Bulajić
Dušan Bulajić (* 6. März 1932 in Čačak, Serbien; † 3. Juni 1995 in Belgrad) war ein jugoslawischer Schauspieler.
Bulajić war ab 1957 auf jugoslawischen Kinoleinwänden zu sehen; in seiner Filmografie finden sich bis zu seinem Tod rund vierzig Film- und Fernsehauftritte. Er war mit der Schauspielerin Olivera Marković verheiratet.

## Filmografie (Auswahl)
- 1957: Krvava kosulja
- 1960: Liebe und Mode (Ljuban i moda)
- 1965: Höhe 905 (Kota 905)
- 1965: Unter Geiern
- 1969: Fräulein Doktor
- 1968: Operation Beograd (Operacija Beograd)
- 1974: Der gefährliche Clown (Hitler iz naseg sokaka)
- 1995: Otvorena vrata (Fernsehserie, Gastauftritt)